# Alma (Michigan)
Alma è un comune degli Stati Uniti d'America, situato nello Stato del Michigan, nella Contea di Gratiot.